# Caventou (cráter)
Caventou es un pequeño cráter de impacto lunar situado en la parte occidental del Mare Imbrium. Es una formación circular, con forma de copa rodeada por el mar lunar. Antes de ser renombrado por la IAU en 1976, tenía la designación La Hire D, estando asociado con el Mons La Hire, situado hacia el sureste. Sin embargo, el nombre Caventou apareció en algunos mapas ya en 1974.
|  |